# Cercyon fimbriatus
Cercyon fimbriatus är en skalbaggsart som beskrevs av Mannerheim 1852. Cercyon fimbriatus ingår i släktet Cercyon och familjen palpbaggar. Inga underarter finns listade i Catalogue of Life.